# Tandonia dalmatina
Tandonia dalmatina is een slakkensoort uit de familie van de Milacidae. De wetenschappelijke naam van de soort is voor het eerst geldig gepubliceerd in 1900 door Simroth.